# Die Neue Zeitung
Die Neue Zeitung (NZ) war eine nach dem Zweiten Weltkrieg in der amerikanischen Besatzungszone herausgegebene Zeitung, die von 1945 bis 1955 erschien. Sie war vergleichbar mit der Tageszeitung Die Welt in der britischen Besatzungszone und galt als die bedeutendste Zeitung im Nachkriegsdeutschland.

## Geschichte
Die Neue Zeitung wurde am 18. Oktober 1945 in München erstmals herausgegeben und erschien bis zum 30. Januar 1955 zunächst zweimal, später sechsmal wöchentlich. Als Herausgeber fungierte die Information Control Division der amerikanischen Besatzungsbehörde. Sie ließ deutsche Redakteure und Journalisten schreiben, gab aber nie die Rechte an der Zeitung ab. Dies wurde in der Titelzeile deutlich:
„Die neue Zeitung – Eine amerikanische Zeitung für die deutsche Bevölkerung“.
Die Neue Zeitung war von ihren amerikanischen Herausgebern auch als Mittel zum Zweck der politischen Umerziehung und im Besonderen der Entnazifizierung der Deutschen gedacht gewesen. Sie war ein qualitativ hochwertiges Blatt, das sich aber unter den Bedingungen der nach 1949 wieder schnell wachsenden Zeitungsvielfalt nicht halten konnte. Die ersten Münchner Jahre unter Chefredakteur Hans Wallenberg schildert der Schriftsteller und früher Zeitungsmitarbeiter Walter Kolbenhoff 1984 in seinen Erinnerungen Schellingstraße 48. Damals habe die Neue Zeitung eine Auflage von 2,5 Millionen erreicht und um die 600 Leserbriefe pro Tag hätten bewiesen, mit welch großem Interesse das Blatt gelesen wurde. Mit dem Einsetzen des Kalten Krieges, schreibt Kolbenhoff, habe das „weltoffene, tolerante Blatt“ nicht mehr zur neuen Politik gepasst, was zum Rücktritt von Hans Wallenberg und einige Zeit später von sieben weiteren Redakteuren führte. Dazu dürfte beigetragen haben, dass das Feuilleton der Zeitung, entgegen ihrem politischen Programm, dominiert wurde von den traditionellen Vorstellungen des deutschen Bildungsbürgertums mit ihrer antiaufklärerischen Kunst- und Weltanschauung und ihrem Postulat von der Realitätsenthobenheit der Kultur.
Seit Anfang 1947 gab es im amerikanischen Sektor Berlins eine eigene Ausgabe der NZ. Diese Berliner Ausgabe schien sinnvoll, weil in der ehemaligen Hauptstadt der Alliierte Kontrollrat großen Einfluss hatte und die Interessen von Sowjetunion und USA bereits stark differierten (Stichwort: „Frontstadt Berlin“). Es galt, die Sowjetisierung der Deutschen zu verhindern. Deshalb arbeitete die NZ in Berlin auch selbstständig mit einem eigenen Chefredakteur namens Fodor. Die Leitung der politischen Ost-Redaktion übernahm Ernest J. Salter. Das Feuilleton arbeitete unter der Leitung von Friedrich Luft, lange bekannt durch seine Theaterkritiken im RIAS. Ebenfalls im Feuilleton arbeitete Hans Schwab-Felisch (nach 1955 an der FAZ, später Herausgeber des Merkur). Freie Mitarbeiter für die Kultur waren unter anderem Will Grohmann (Bildende Kunst) und Hans Heinz Stuckenschmidt (Musik).
Von Juni 1949 an gab es auch eine Ausgabe in Frankfurt am Main. 1951 wurden die Münchner und die Frankfurter Ausgabe in Frankfurt zusammengelegt. Von September 1953 an erschien Die Neue Zeitung nur noch in Berlin. Im März 1955 wurde sie gänzlich eingestellt.

## Autoren
In der Neuen Zeitung schrieben unter anderem folgende Autoren:
Der Schriftsteller Erich Kästner war leitender Redakteur des Feuilletons, der Journalist und spätere Fernsehmoderator Robert Lembke leitete die Ressorts Innenpolitik und Sport.
Weitere wichtige Autoren waren:
- Theodor W. Adorno
- Ilse Aichinger
- Alfred Andersch
- Heinrich Böll
- Bertolt Brecht
- Alfred Döblin
- Günter Eich
- Ludwig Erhard
- Max Frisch
- Will Grohmann
- Romano Guardini
- Hildegard Hamm-Brücher
- Hans Habe
- Hermann Hesse
- Stefan Heym
- Wolfgang Hildesheimer
- Karl Jaspers
- Alfred Kerr
- Hermann Kesten
- Walter Kolbenhoff
- Elisabeth Langgässer
- Eugen Kogon
- Heinrich Mann
- Thomas Mann
- Siegfried Maruhn
- Alexander Mitscherlich
- Martin Niemöller
- Heinz Ohff
- Sigismund von Radecki
- Marianne Regensburger
- Luise Rinser
- Oda Schaefer
- Franz Joseph Schneider
- Wolf Schneider
- Kurt Schumacher
- Anna Seghers
- Wolf Jobst Siedler
- Georg Stefan Troller
- Hans Wallenberg
- Günther Weisenborn
- Franz Werfel
- Ernst Wiechert
- Carl Zuckmayer

Als Karikaturist war Paul Flora tätig.